# Charles-Émile Gadbois
Abbé Charles-Émile Gadbois (* 1. Juni 1906 in Saint-Barnabé-Sud, Québec; † 24. Mai 1981 in Montreal) war ein kanadischer Geistlicher, Musikverleger und Komponist.

## Leben und Wirken
Gadbois studierte Klavier bei Télesphore Urbain, dem Organisten der Kathedrale der Kathedrale Saint-Hyacinthe, Violine bei Maurice Onderet und Harfe bei Juliette Drouin. Nach Absolvierung eines klassischen Studiums  am Séminaire de Saint-Hyacinthe (1918–1926) und der Theologie am Grand Séminaire de Montréal (1926–1930) wurde er 1930 als Priester ordiniert: Er begann, am Seminar Saint-Hycinthe Musik und Gesang zu unterrichten und war fünf Jahre lang Leiter von dessen FanfarenOrchester. 
1937 gründete er den Musikverlag La Bonne Chanson, der französisches und frankokanadisches Liedgut publiziert. Selbst komponierte er etwa 60 Lieder und schrieb um die 20 Arrangements von Volksliedern. mit RCA Victor veröffentlichte er 1939 70 78er Schallplatten, die sie dem "bonne chanson" widmeten. " Bei Radio Canada (1939–1941) und später bei CKAC (1941–1952) lief seine Sendung Le Quart d'heure de la Bonne Chanson. 1942 gründete er die Gesellschaft Amis de la Bonne Chanson, die bis 1945 mehr als 12.000 Mitglieder hatte. 
Zur Förderung seiner Idee des "bonne chanson" veranstaltete Gadbois weiterhin Festivals, Wettbewerbe und Kongresse u. a. im Montreal Forum (1942), dem Quebec Coliseum (1943) und in Lewiston (1944). Mit Conrad Letendre gab er von 1952 bis 1954 die Monatszeitschrift Musique et Musiciens heraus. 1952 gründete er die Radiostation CJMS (Canada : Je me souviens), deren Leitung später sein Bruder Raoul Gadbois übernahm.
1955 ging der Verlag La Bonne Chanson in den Besitz der Frères de l'Instruction chrétienne von La Prairie über. Gadbois wurde Pfarrer der Pfarrei Sainte-Famille in Sherbrooke und 1958–1960 Kaplan an der Sekundarschule von Mont-Saint-Bernard de Sorel. 1960 trat er in das Zisterzienserkloster von Rougemont ein. Nach einer schweren Krankheit lebte er von 1964 bis 1966 bei seiner Mutter, danach betreute ihn mit Zustimmung des Vatikans seine Schwester, die Nonne Mutter St-Charles de Jésus. Nach seinem Tod gründete sein Bruder Raoul 1986 die Foundation Abbé-Charles-Émile-Gadbois, deren Ziel es ist, seine Arbeit für das "bonne chanson" fortzusetzen.